# Черноголовая танагра
Черноголовая танагра (лат. Tangara heinei) — вид птиц из семейства танагровых. Видовое латинское название дано в честь немецкого орнитолога Фердинанда Гейне (1809—1894).
Распространён в горах Колумбии (горы Сьерра-Невада-де-Санта-Марта и Сьерра-дель-Периха, а также в Андах), прибрежных горах северной Венесуэлы (от Федерального округа и Гуарико западнее до Яракуя), на севере Эквадора и северо-востоке Перу. Обычно редок, местами бывает довольно част. Птицы обитают в лесных границах, кустистых пастбищах и просеках с редкими деревьями, обычно не в лесу. Один из наиболее редких танагр в западных Андах. Встречаются на высоте от 1300 до 2200 метров над уровнем моря.
Длина тела птиц около 13 см. Шапка и затылок чёрные. Спинная сторона блесяще-серебристо-голубая до голубовато-серого, в зависимости от яркости падающего света; крылья и хвост темнее. По бокам головы, горло и грудь блестяще-тёмно-зелёного до серебристо-зелёного цвета. Перья груди имеют по краям чёрную полоску, из-за чего они кажутся чешуйками. Перья с брюшной стороны сероватые.
Птицы живут поодиночке или парами. Питаются плодами деревьев и насекомыми. Пищу добывают на мелких веточках плодоносящих деревьев и кустарников.